# Wasserglacis

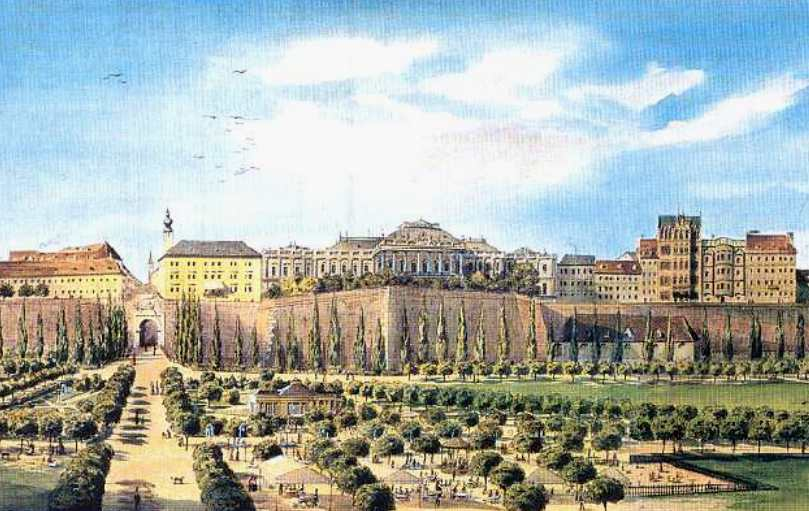
Carl Wenzel Zajicek: Das Wasserglacis Mitte des 19. Jahrhunderts, links im Bild das Carolinentor in der Stadtmauer

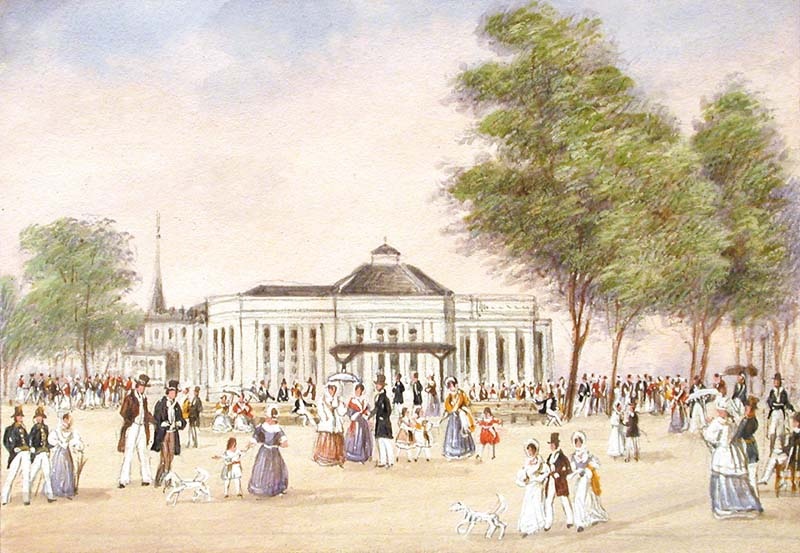
Balthasar Wigand: Das Wasserglacis in Wien (um 1815)

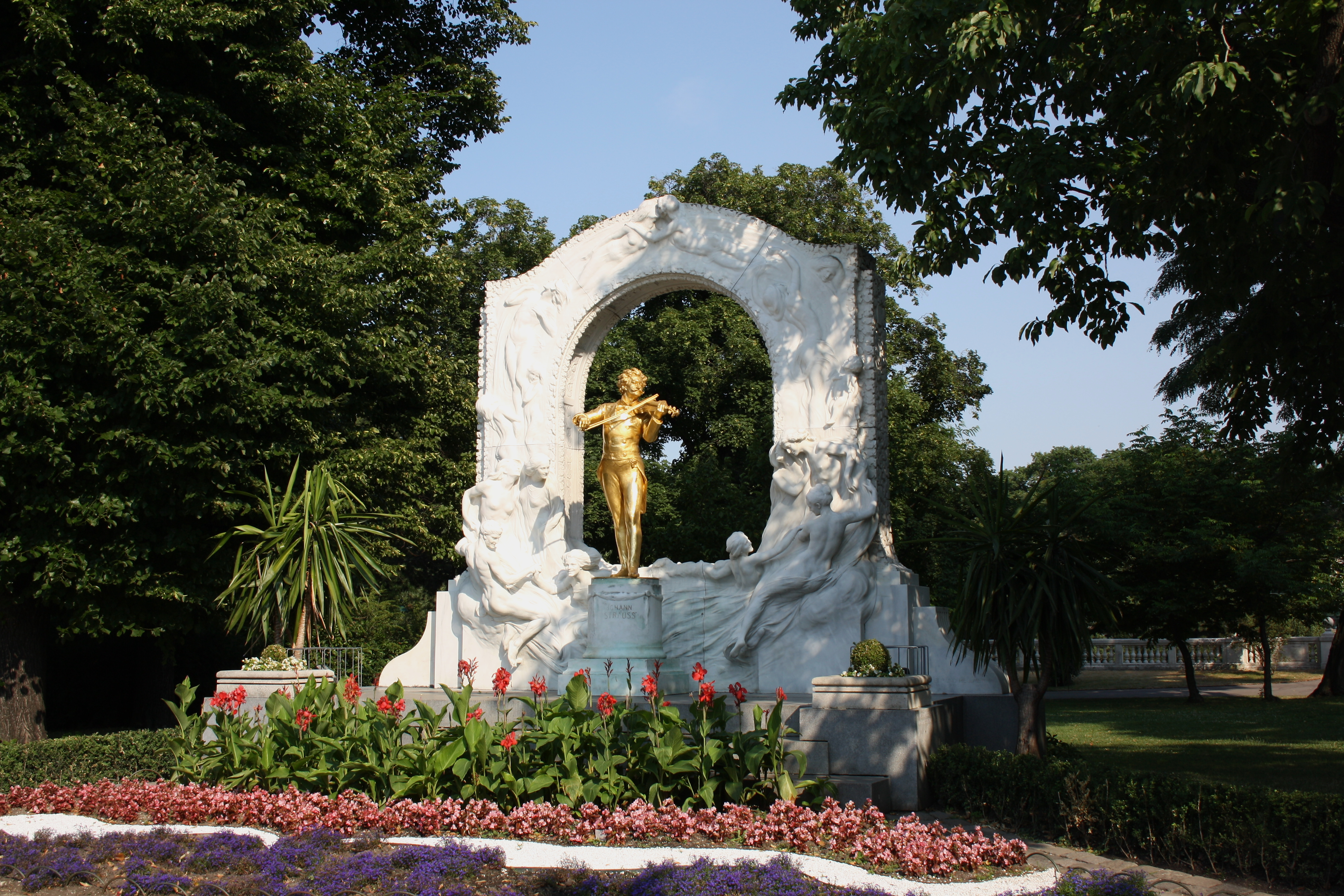
Johann Strauß (Sohn), Denkmal im heutigen Stadtpark

Das Wasserglacis vor dem Carolinentor der Wiener Stadtbefestigung war ein im 19. Jahrhundert beliebter Erholungs- und Unterhaltungsort. Es befand sich etwa im Bereich des späteren Gartenbaugebäudes, dem davor liegenden Parkring und einem Teil des gegenüberliegenden Stadtparks.

## Geschichte
Das Glacis, ursprünglich als freies Schussfeld vor der Wiener Stadtmauer eine Art Staubwüste, wurde schon zu Ende des 18. Jahrhunderts durch Rasen- und Baumpflanzungen zunehmend zu einem Naherholungsgebiet der Stadtbewohner. 1818 erhielt ein Wiener Bürger namens Pelikan die Genehmigung, im Glacisbereich vor dem Carolinentor ein Kaffeehaus samt „Trinkkuranstalt“ zu errichten. Der Name Wasserglacis ist auf diesen Kurpavillon zurückzuführen, in dem Mineralwasser ausgeschenkt wurde.
Das Wasserglacis zählte bereits zur Zeit Josephs II. zu den beliebtesten und somit meist frequentierten Promenaden. Im Jahr 1788 stand hier ein Kaffeezelt, in welchem abends türkische Musik aufspielte. Während der Regierungszeit von Kaiser Franz II. (1792 bis 1835) entwickelte sich das Wasserglacis zum volkstümlichen Unterhaltungsort. Im Jahr 1818 wurde das Wasserglacis durch die Anlage von Alleen, Ziergärten und einen Pavillon verschönert. Aus dem Pavillon ging im Jahr 1822 ein Kaffeehaus hervor. Der alte, offene Kiosk wurde durch einen massiven Holzbau mit Fenstern ersetzt. In der Mineralwasser- und Trinkkuranstalt schenkte man verschiedene Mineralwässer aus, welche in sogenannten „Plutzern“ gelagert waren. Das Entkorken eines Plutzers wurde den Durstigen durch das Schlagen einer Glocke mitgeteilt. Das Mineralwasserhaus befand sich in ungefähr an der heutigen Kreuzung der Weihburggasse mit dem Parkring.
Rund um den Pavillon entwickelte sich ein buntes Treiben: Man verkaufte Ziegenmilch, Hohlhippen und andere Süßigkeiten, tagsüber spielten hier die Kinder, am Abend ergaben sich Rendezvous (auch solche käuflicher Art). Es gab Wohltätigkeitsfeste und Tanzkapellen konzertierten. Johann Strauss (Vater) stellte hier am 31. August 1848 seinen Radetzky-Marsch vor. Auch sein noch berühmter gewordene Sohn Johann Strauss hob an diesem Ort mehrere seiner Werke aus der Taufe. Bei einem Fest am 2. September 1846, bei dem zwei Kapellen auftraten und er sein Opus 27, den Walzer Die Sanguiniker  vorstellte, sollen nach zeitgenössischen Berichten 5000 bis 6000 Besucher aufs Wasserglacis gekommen sein. Am 18. September 1847 präsentierte er die Fest-Quadrille, op. 44, und den Walzer im Ländlerstil Dorfgeschichten, op. 47. Anlässlich eines Siegesfestes kam am 17. September 1849 sein Walzer Aeols-Töne, op. 68, zur Uraufführung. Am 2. August 1852 führte er – wenngleich nicht als Uraufführung – die Annenpolka auf.
Das Wasserglacis als Ort der Unterhaltung und des Kokettierens kommt auch in der zeitgenössischen Literatur zur Sprache, etwa in Ferdinand Raimunds Der Barometermacher auf der Zauberinsel und Johann Nestroys Nur Ruhe (3. Akt, 13. Szene Couplet: „'s Madl kommt in die Dreißig, und ihre Physiognomie spricht niemand mehr an auf dem Wasserglacis“).
Nach dem Abriss der Basteien und der Schaffung der Wiener Ringstraße wurde 1862 an der Stelle des Wasserglacis der Wiener Stadtpark angelegt.